# 民主行动
民主行动（西班牙語：Acción Democrática）是委内瑞拉的一個中間偏左的社會民主主義政党，成立于1941年。1945年—1948年，该党是委內瑞拉的執政黨。
1974年，该党候选人卡洛斯·安德烈斯·佩雷斯赢得委內瑞拉總統選舉。他執政期間對國家的一些部门进行国有化。1988年，卡洛斯·安德烈斯·佩雷斯再次当选总统。卡洛斯·安德烈斯·佩雷斯在第二個任期實行新自由主义经济政策。1989年起，委內瑞拉出现全国性骚乱。卡洛斯·安德烈斯·佩雷斯出动军队镇压游行，在加拉加斯造成数百人伤亡。1993年，卡洛斯·安德烈斯·佩雷斯被弹劾下台。
2002年，该党同其他政黨成立反对烏戈·查維茲的政治联盟。2018年7月，民主行动退出民主團結圓桌會議。